# رودل
رودل (به انگلیسی: Rodel) یک روستا در کشور بریتانیا است که در هبریدهای بیرونی واقع شده‌است.